# NGC 5310
NGC 5310 este o galaxie situată în constelația Fecioara. A fost descoperită în 30 aprilie 1859 de către . Se află la o distanță de 478,3316 de parseci de Pământ.